# Mage: The Ascension
Mage: The Ascension (Маг: Восхождение) — ролевая игра, разработанная компанией White Wolf. Входит в состав линейки ролевых игр, объединённых общим сеттингом, так называемым Старым Миром Тьмы, выдержанным в стиле «готик-панк» и представляющем собой версию современного мира, в которой действуют мифические существа. Mage: The Ascension посвящена магам — людям, способным изменять мир вокруг себя в соответствии со своей волей. Понятие «магии» в игре подразумевает самые разные учения и включает в себя мистические практики, религиозные учения и даже науку. Такой подход был выбран с целью избежать большого сходства с архетипом волшебника из фэнтези.
В 2005 году издательство White Wolf выпустило новую версию игры, названную Mage: The Awakening (Маг: Пробуждение). Её действие разворачивалось в обновлённом сеттинге Мира Тьмы. В новую версию игры перекочевали многие старые механики, но сюжет и игровые предпосылки претерпели значительные изменения.

## История создания игры
Выпустив Vampire: The Masquerade в 1991 году, издательство White Wolf начало выпускать каждый год новую игру. Действие каждой разворачивается в Мире Тьмы, представленном в самой первой игре, и подчинено единой системе правил Storyteller System. Вслед за Vampire: The Masquerade вышли следующие игры: Werewolf: The Apocalypse (1992), Mage: The Ascension (1993), Wraith: The Oblivion (1994) и Changeling: The Dreaming (1995).:217–218 Mage: The Ascension была первой игрой в сеттинге Мира Тьмы, в создании которой не участвовал Марк Рейнхаген, хотя она и содержит Ордер Гермеса, описанный в его другой ролевой игре Ars Magica.:218
Второе издание игры вышло в 1996 году.,
Третье издание, названное Revised исправленным было выпущено в 2000 году."Mage: The Awakening" в 2005 году.
В 2004 году вышла книга «Ascension», которая представила варианты конца света для магов и завершила линейку.
Уже в следующем 2005 году была выпущена игра «Mage: The Awakening», являющаяся духовным наследником Mage: The Ascension, но представляющая другую версию темы магов для более современной вселенной «Новый мир Тьмы» (позже «Хроники Тьмы»).
К 20-летию Мира тьмы была издана юбилейные редакции игр, но Mage: The Ascension 20th Anniversary Edition вышла только в 2015 году.
Была анонсирована пятая редакция линейки.

## Игровой мир
Основной постулат Mage: The Ascension состоит в том, что каждый человек обладает — в той или иной степени — возможностью придавать форму окружающей реальности. Эта способность проявляется в виде персонифицированного альтер эго, называемого Аватар. Большинство людей не способны пробудить эту способность, и потому зовутся «спящими», в то время как Маги (и/или их Аватары) зовутся Пробуждёнными (англ. Awakened). Пробудив своего Аватара, Маг может сознательно изменять реальность с помощью силы воли, веры и особых магических методик.
Методы Магов разнятся значительно, и способность изменять мир существует лишь в контексте связной системы верований и методик, называемой «парадигма». Парадигма структурирует понимание реальности и принципов работы вселенной, а также значения вещей. Что характерно, она предоставляет Магу понимание того, как менять реальность с помощью особых ритуалов. Для примера, алхимическая парадигма описывает состояние горения дерева, как «дерево высвобождает свою эссенцию элементаля Огня», в то время как современная наука описывает горение, как «сгорание, вызванное сложной химической реакцией». Парадигмы, как правило, индивидуальны для каждого Мага, но большинство принадлежит к широкой категории парадигм, таких как Шаманизм, Средневековое Волшебство, религиозное чудотворчество и супернаука.
В мире игры повседневная реальность управляется понятиями здравого смысла, результатом коллективной веры «спящих». Маги называют эту реальность «консенсус». Большая часть парадигм Магов значительно отличается от консенсуса. Когда Маг творит колдовство, которое нарушает законы обычной реальности незначительно, в игровых терминах это называется «совпадающая магия» (англ. coincidental magic). Магия, нарушающая консенсус значительно, зовётся активной (англ. dynamic magic). Когда колдовство совершается неумело, или нарушает консенсус значительно, оно может вызвать Парадокс, феномен, порождённый попыткой реальности исправить противоречие между консенсусом и действиями Мага. Парадокс сложно предсказать и почти всегда он заканчивается плохо для Мага. Чаще всего следствием парадокса является физический вред Магу, а также «парадоксальные недостатки», такие, например, как смена цвета волос, немота, неспособность покинуть конкретное место и прочие. В крайних случаях парадокс может вызвать Тишину (безумие, которое может просочиться в реальность), Духов Парадокса (туманных, часто могущественных существ, чья цель — исправить противоречие, обычно путём прямого наказания мага) или даже перенос Мага в реальность парадокса — карманное измерение, которое сложно покинуть.
В игре у реальности существуют базовая структура, которую называют «Гобелен» (англ. Tapestry). Гобелен исходно разделён на различные секции, включающие физическую реальность и различные уровни мира духов, называемого Умбра (англ. Umbra). На самом базовом уровне Гобелен состоит из Квинтэссенции, самой сути магии и реальности. Квинтэссенция может иметь различные характеристики, называемые резонансом, и они разделены на три категории: динамичную, статичную и энтропийную.
Для того, чтобы понять метафизику сеттинга игры, важно помнить, что многие термины, используемые для описания магии и Магов (то есть Аватар, Квинэссенция, Умбра, парадокс, резонанс и т. д.), а также внешнее проявление, значение и понимание тех областей магии, в которой персонаж искусен, могут значительно меняться в зависимости от парадигмы Мага. По идее, только парадигма Мага даёт ключ к пониманию того, что происходит вокруг игрока, что это значит и почему всё именно так и никак иначе.

## История мира

### Древние времена
В игре Маги всегда существовали, хотя и существуют легенды о Чистых, что были осколками изначального, божественного Одного. Ранние маги вырабатывали магические понятия в одиночку или малыми группами, как правило, формируя и влияя на систему верований окружающего их общества. Некоторые мифы подразумевают, что предшественники современных магических организаций изначально собрались в Древнем Египте. В том же периоде исторической неточности состоялся восход секты магов Нефанди на Ближнем Востоке. В истории игры этот период зовётся «Мифические Века».

## Критика
Mage: The Ascension была оценена, как 16-я игра в списке 50 наиболее популярных игр всех времён по результату опроса читателей журнала Arcane в 1996 году.
Редактор журнала, Пол Петтенгейл, заметил: «Mage идеальна для тех, кто повёрнут на философии. Это сложная игра для понимания, требующая немалых усилий от игроков и рассказчиков в равной степени, но её основная тема — природа реальности — делает её одной из самых интересных и взрослых ролевых игр, что доступны для приобретения.»
Адам Тинворт из Arcane дал второму изданию Mage: The Ascension оценку 8/10, назвав его хорошим для тех, кто любит увлекательные и сложные игры; он отметил, что новым игрокам может быть трудно понять всю предысторию и то, как работает магия, а также разработать свой собственный стиль магии, но пишет что обнаружил, что сама система игрового процесса проста для понимания новичками.

В 1994 году Mage: The Ascension была номинирована на премию Casus Belli как лучшая ролевая игра 1993 года и оказалась на пятом месте.
Mage: The Ascension 2-е издание получило премию Origins Award за лучшие правила ролевой игры 1995 года.